# Трубчевськ
Трубче́вськ (рос. Трубчевск) — місто в Російській Федерації, адміністративний центр Трубчевського району Брянської області. Знаходиться на території історичної області Сіверщина. Населення міста становить 15 491 особа (2008).

## Географія
Місто розташоване на обох берегах річки Десна, лівій притоці Дніпра, при цьому більша частина знаходиться на правому березі, а мікрорайон «Бородьо́нка» (навколо залізничної станції) — на лівому березі, за 5 км на південь.

## Походження назви
Вдале розташування Трубчевська на високому березі річки Десни, на значному торговельному шляху, що з'єднувався Десною з Новгородом-Сіверським, Черніговом та Києвом, призвело до того, що ще з часів Володимира Великого тут було створено значний торговельний центр, у якому, окрім сіверян, жили й переселені сюди Володимиром радимичі. Сама назва Трубчевська свідчить про зв'язок його імені з річковим торговельним шляхом, адже «трубою» в часи Київської Русі називалася протока, або річкове русло. Тодішній Трубчевськ знаходився у 10 кілометрах південніше від сучасного, на місці злиття Десни із протокою Бистриком, що тягнеться аж на 28 км. Місце, де стояв стародавній Трубчевськ і дотепер люди називають Трубою.

## Історія
Місто є одним з найстаріших в Росії. Вперше згадується в 975 році як Трубеч, пізніше — Трубецьк, Трубчеськ, Трубезьк. Тоді воно знаходилось за 10 км нижче за течією Десни, біля сучасного села Кветунь. На сучасному місці — з XII століття, коли став центром Трубчевського удільного князівства. В 1240 році місто захопили татари, в 1356 році — литовці на чолі з Ольгердом. Князь передав його своєму сину Дмитру Ольгердовичу, родоначальнику династії Трубецьких.
Трубчеськ згадується у переліку руських міст далеких і близьких кінця XIV століття як «київське» місто.
У 1500 році Трубчевськ захоплений Московським князівством, в 1609 році — поляками (в 1618 році відійшов до Речі Посполитої за Деулінським перемир'ям). В 1644 році місто було дароване Російській державі польським королем Владиславом IV. В XVII–XIX століттях Трубчевськ розвивався як торгово-промислове місто.

## Населення
Населення міста становило: 8,3 в 1939, 9,6 тис. в 1959, 12,1 тис. в 1970, 16,3 тис. 1989, 16 342 у 2002, 15 491 особа у 2008.

## Економіка
В місті працюють АТ «Нерусса», овочесушильний, сироробний та хлібний заводи, трикотажна фабрика, лісгосп, підприємство з виробництва промислових волокон.
Місто є кінцевою точкою залізничної гілки з Суземки.

## Освіта
В місті діють політехнічний технікум, аграрний та педагогічний коледжі, 2 школи, гімназія та професійний ліцей.

## Пам'ятки
У місті пам'ятка суспільної мурованої архітектури Кам'яниця.